# Аттун, Майя
Майя Аттун (ивр. מאיה אטון‎, 1974, Иерусалим — 18 июля 2022, Петах-Тиква, Центральный округ) — израильская многопрофильная художница, родилась в Иерусалиме. Жила и работала в Тель-Авиве.

## Ранние годы
Аттун окончила Академию искусств и дизайна Бецалель, где получила степень бакалавра изящных искусств в 1997 году и степень магистра изящных искусств в 2006 году. Она преподавала в колледже инженерии и дизайна Шенкар в Рамат-Гане.

## Карьера
В 2007 году Аттун приняла участие в выставке «Финалисты» в Тель-Авивском художественном музее на вручении Израильской художественной премии 2008 года Фонда Натана Готтесдинера. На выставке также были представлены Михал Хельфман и Гил Марко Шани. Работа художников была значительной, поскольку она простиралась от живописи до инсталляции.
В 2015 году Аттун провела персональную выставку под названием Half Full в художественной галерее Givon в Тель-Авиве. Для выставки Аттун полностью изменила интерьер галереи, построив стены и коридоры так, чтобы они напоминали дом. Пространство было сформировано так, чтобы оно выглядело как «наполовину заполненная квартира», в которой зритель должен был предположить, что житель покинул помещение или собственность, но часть его вещей осталась. Выставка была принята хорошо.
В 2017 году Аттун провела персональную выставку в Хайфском художественном музее под названием «Глаз любовника». На выставке было представлено двадцать пять рисунков глаз в рамках. Рисунки отсылают к миниатюрам глаз XVIII века «Глаза влюблённых», обычно нарисованных акварелью на слоновой кости или пергаменте.
В 2018 году Аттун опубликовала художественную книгу под названием «Еженедельный планировщик на 2018 год», в которой рассказывается о 1818 годе. Книга посвящена 200-летию «Франкенштейна» Мэри Шелли, и объединяет два года посредством монохромных рисунков, похожих на старые рукописи, гравюры и офорты.

### Стиль, техника и темы
Аттун была многопрофильной художницей. В её работах используются самые разные материалы; тем не менее, рисунки составляют важный элемент в её творчестве. Её рисунки часто созданы карандашом. Инсталляции Аттун обычно включают в себя различные материалы, включая фрески, рисунки, гравюры, скульптурные объекты, реди-мейды и звуковое искусство. Большая часть изображений Аттун тематически окружает тело. Некоторые элементы её визуального арсенала включают животных, черепа, сердца, кровеносные сосуды, верёвки, стебли и чашки.
Инсталляции Аттун — часть феминистского направления, сочетающего в себе красоту и ужас, кровь и болезнь, тело и дом. Большая часть образов Аттун связана с формальной европейской иконографией и мотивами, отсылая к движениям неоготики, романтизма, прерафаэлитов и искусств и ремёсел XVIII—XIX веков.

## Избранные выставки
- 2007 Blood Related, Музей Янко Дада, Эйн-Ход[3]
- 2009 Entre Chien et Loup — Finalists Exhibition, Премия Фонда Готтесдинер в области израильского искусства 2008, Тель-Авивский художественный музей[2]
- 2011 Threshold of Hearing, Галерея Лохамей-ха-Гетаот, кибуц Лохамей-ха-Гетаот[12]
- 2011 Equations for a Falling Body, художественная галерея Гивон, Тель-Авив[3]
- 2015, Half Full, художественная галерея Гивон, Тель-Авив[12]
- 2017 Lover’s Eye, Хайфский художественный музей, Хайфа[3]
- 2018 Презентация книги, Книга художников и еженедельник 2018, Арт-форум Гивон, Тель-Авив[3]
- 2018, The Charms of Frankenstein, Еврейский музей в Лондоне[англ.][13]
- 2019 Иерусалимская мастерская печати[12]
- 2021, Solar Mountains and Broken Hearts, Магазин III, Яффо[14]